# 中国校园袭击案列表
2010年3月起，中国大陆发生了一系列针对学校和托育机构的、高调且无关连的持刀与锤击袭击事件。这些袭击共造成至少90人死亡，约473人受伤。由于大多数案件的动机不明，分析人士将这些大规模杀人及谋杀-自杀事件的增多归因于快速社会变迁引发的精神健康问题。
由于陈棚村小学砍人事件发生后仅数小时，美国便发生了桑迪胡克小学枪击案，两起事件被广泛比较。包括美国众议员杰里·纳德勒（Jerry Nadler）在内的记者和政界人士指出，两起校园袭击事件在伤亡人数上的差异源于枪支管控法律的不同。 美联社的一篇文章指出，尽管结果不同，但这些袭击有一个共同点，即校园袭击事件的频率在增加，因为“袭击者往往针对最脆弱的人群，以期在自杀前放大其愤怒。”

## 袭击案列表

### 2010年3月条目：南平“3·23”特大恶性杀人案
2010年3月23日，41岁的郑民生在福建省南平市的一所小学用刀杀害了8名儿童。此次袭击在中国媒体中被广泛报道（被称为“南平实验小学重大凶杀案”），引发了对模仿犯罪的担忧。在快速审理后，郑民生于一个月后的4月28日被执行死刑。媒体报道称郑民生有精神健康问题的历史，但警方表示他并无精神疾病史，这与早期报道相矛盾。郑民生称，他在被一名女孩拒绝后实施了袭击，并声称受到了该女孩富裕家庭的“不公正对待”。

### 2010年4月

#### 广西合浦“4·12”凶杀案
4月13日，广西南部西昌市西镇小学发生一起持刀袭击事件，一名精神疾病男子行凶，导致一名8岁男孩和一名80岁路过的老妇人死亡。这是大陆在三周内发生的第二起随机针对学童的袭击事件。另有五人受伤，包括两名男孩（分别为7岁和12岁）、一名7岁女孩以及一对三十多岁的夫妻。持刀嫌疑人杨家钦（40岁）被警方拘留。

#### 4·28雷州校园凶杀案
4月28日，在福建省邻近地区处决郑民生仅数小时后，广东省雷州市雷城第一小学发生另一起持刀袭击事件。33岁的陈康炳手持凶器攻击，导致16名学生和一名教师受伤。陈康炳曾是雷州市白沙镇洪富小学的教师，但因精神疾病请病假。6月，湛江法院判处陈康炳死刑。

#### 4·29泰兴幼儿园凶杀案
4月29日，江苏省泰兴市一名47岁的无业男子徐玉元持刀进入中心幼儿园，在刺伤保安后，刺伤了29名学生和两名教师。大多数学生年仅4岁。5月15日，他因“故意杀人罪”被判处死刑，尽管官方并未报道有学生伤重死亡。然而，网络传言称有未公布的遇难学生人数。

#### 4·30潍坊尚庄小学凶杀案
4月30日，山东省潍坊市，王永来持锤攻击尚庄小学学前班儿童，造成多名儿童头部受伤后，浇汽油自焚自杀。他发动袭击是因为当局试图拆除他家新建的房屋，理由是房屋建在农田上属违例建筑。

### 2010年5月

#### 5·12陕西南郑幼儿园凶杀案
2010年5月12日，陕西汉中市圣水寺私立幼儿园发生砍人事件，48岁的吴焕明持菜刀杀害7名儿童和2名成人，另有11人受伤。事件的初步报道在中国网络上被删除，原因是担心大规模报道此类暴力事件会引发模仿犯罪。吴焕明后在家中自杀。他是幼儿园所在建筑的房东，并因幼儿园何时搬离建筑问题与园方管理员长期存在纠纷。

#### 海南科技职业学院“5· 19”故意伤害案
2010年5月18日凌晨约2:30，海南海口市海南科技职业学院发生持刀袭击事件，十多名男子闯入宿舍楼持刀行凶。这些人先袭击了保安并破坏监控摄像头，随后导致9名学生受伤，其中1人重伤。这起袭击是当地男子因前一天在校外餐摊发生冲突而实施的报复行为。在此前冲突中，4名学生受伤，连同本案受害者在内共计13人受害。

### 2010年8月条目：2010年山东淄博幼儿园血案
2010年8月4日，山东淄博市一所幼儿园发生持刀袭击事件，26岁的方建堂持一把60厘米长的刀砍伤了20多名儿童和教职员工，造成3名儿童和1名教师死亡。受伤者中，另有3名儿童和4名教师被送往医院救治。方建堂被抓获后对犯罪事实供认不讳，但作案动机不明。

### 2011年8月
2011年8月，上海闵行区一家为外来务工人员子女开设的托儿中心发生持刀袭击事件。一名工作人员持美工刀砍伤8名3至5岁的儿童。该女子在该中心工作多年，但被认为有精神健康问题。

### 2011年9月
2011年9月，河南巩义市发生一起持斧袭击事件，30岁的农民王宏斌在送孩子上学的路上袭击人群，导致一名女孩和3名成人死亡。另有一名儿童和一名成人重伤但幸存。王宏斌为当地农民，被怀疑患有精神疾病。

### 2012年9月

#### 9·21红苹果午托故意杀人案
2012年9月21日，广西壮族自治区一所托儿所发生持刀袭击事件，造成3名儿童死亡，13人受伤。据称，嫌疑人为疑似精神病患者吴业昌（25岁），他在入园行凶后被接警赶到的警察当场抓获。

#### 河南职业技术学院“9·25”案件
2012年9月25日，一名20岁张姓男子闯入河南职业技术学院女生宿舍，杀害3名学生，另有1名学生受伤。嫌疑人随后被逮捕。

### 2012年12月条目：2012年光山县小学生被砍伤事件
2012年12月14日，河南省陈棚村小学在学生们上学时发生持刀袭击事件，36岁的闵拥军持刀砍伤23名儿童和一名老妇。袭击者在学校内被控制，随后被逮捕。所有受害者均幸存，并在三家医院接受治疗，但据报道部分学生伤势严重，有人手指或耳朵被砍掉，不得不转院接受更专业的治疗。

### 2013年3月

#### 上海金汇小学凶杀案
2013年3月，上海发生持刀袭击事件。嫌疑人张某因家庭经济纠纷，在家中杀害了其妹妹及其嫂子的母亲。随后，张某在奉贤区金汇小学外袭击了正在接孩子的家长和学生，共造成11人受伤，其中包括6名儿童。

#### 玉林学校殴打案
广西壮族自治区玉林市新思维学校发生殴打事件，两名男孩被校方一名工作人员殴打致死。这两名学生在送往医院后不治身亡。

### 2013年9月
2013年9月，广西桂林八里街小学外发生一起自制炸弹爆炸事件，造成2名成人死亡，44人受伤，大多数伤者为小学生。遇难者之一是袭击者，他在爆炸发生时骑着摩托车。

### 2014年5月
2014年5月20日，湖北省麻城市五里墩小学操场发生持刀伤人事件，一名男子持菜刀砍伤8名学生，其中1人伤势严重，大量失血，其他7人受轻伤。袭击者为35岁的陈最杭，被警方顺利逮捕。陈最杭有吸毒史，2006年和2011年曾因涉毒被捕。事发后尿检显示其冰毒检测结果呈阳性。

### 2014年9月

#### 9·1十堰东方小学砍人事件
2014年9月，一名男子在湖北省东方小学内持刀行凶，造成3名学生死亡。袭击者陈某在上午10点20分闯入学校，用刀刺伤了8名学生和1名教师，随后从一栋楼跳下自杀身亡。

#### 9·26广西灵山恶性砍杀事件
2014年9月26日，广西灵山县发生校园砍人事件。4名儿童在上学途中被56岁的嫌疑人石健廷持水果刀追砍致死。行凶后，石健廷骑人力车逃离现场。数日后，10月9日，警方在附近山中发现石健廷已腐烂的尸体，显示其已自缢身亡。

### 2015年3月
2015年3月18日，浙江省杭州市建德市寿昌中学发生持刀袭击事件。学生胡某某持刀刺伤3名同学（两名男生和一名女生），所幸伤势并不危及生命。袭击发生在午休期间，行凶者随后跳窗逃离，后被送往医院接受治疗。

### 2016年2月
2016年2月，中国南部海南省海口市发生持刀袭击事件，一名男子持刀刺伤10名小学生后自杀身亡。目前作案动机不明。

### 2016年11月
2016年11月25日上午11时40分，58岁的雷明跃持斧闯入陕西省汉中市汉台区三里村小学对面的课后托管中心，袭击正在排队吃午餐的学生。他砍伤7名女生，并在逃离途中砍伤2名路人。雷明跃随后被警方逮捕，供述称因两次因盗窃被捕而对社会怀恨在心，从而实施了这起报复性袭击。

### 2017年5月
2017年5月，山东省威海市一名因加班费问题不满的司机纵火烧毁一辆校车，造成车上13人全部死亡，包括11名中韩儿童、一名教师和司机本人。事发时，司机在校车行驶至隧道时点燃了事先购买的汽油。警方调查发现，火源位于司机座位旁的地板上，那里有打火机盖子和汽油残留物。

### 2017年6月条目：2017年江苏丰县爆炸案
2017年6月15日，江苏省徐州市丰县一所幼儿园发生爆炸事件，造成至少8人死亡、65人受伤。袭击者为22岁的徐玉涛，他在爆炸中身亡。调查显示，徐玉涛患有精神疾病，痴迷于死亡与破坏。爆炸发生在幼儿园门口，正值放学时间。两人在现场死亡，另有5人在医院因伤势过重去世，事后仍有9人伤势危重。由于炸弹碎片飞溅，超过60人受伤，需接受医疗救治。

### 2018年4月条目：米脂县砍人事件
2018年4月，位于中国西北地区的陕西省米脂县第三中学外发生一起持刀袭击事件，导致9人死亡。据称，这起事件是由一名前学生因校园欺凌而实施的报复行为。事件发生在学生放学时，另有12人受伤。

### 2018年6月条目：上海浦北路持刀杀人案
2018年6月28日，上海市知名私立小学——上海世界外国语小学外发生持刀袭击事件。一名男子持菜刀袭击三名男生和一名母亲，导致两名男生死亡，另两人受伤。行凶者29岁，被现场的路人制服并抓获。该男子失业，于6月初抵达上海寻找工作，但未能成功。他向警方供述称，此案是为了“报复社会”。

### 2018年10月条目：2018年重庆鱼洞新世纪幼儿园砍人事件
2018年10月，重庆鱼洞新世纪幼儿园发生持刀袭击事件，导致14名儿童受伤。袭击者为39岁的女子，随后被警方拘捕。袭击动机尚未公布。

### 2019年1月
2019年1月，北京西城区宣师一附小发生持锤袭击事件，一名49岁男子袭击了20名小学生，其中3人重伤。袭击者被当场逮捕。

### 2019年3月
2019年3月14日下午，崔振江（54岁）在唐山市丰润区光华道小学附近袭击学生，导致17名学生受伤。

### 2019年9月
2019年9月2日，新学期开学第一天，湖北恩施市白杨坪镇朝阳坡小学发生持刀袭击事件，40岁的嫌疑人于某杀害8名学生，另有2名学生受伤。作案动机和方式未公布。嫌犯曾因谋杀未遂服刑，于2018年6月出狱。

### 2019年11月
2019年11月，孔某涵闯入云南省开远市东城幼儿园，喷洒腐蚀性化学物质氢氧化钠，导致50多人住院，其中几乎全是幼儿。此次袭击造成51名儿童和3名教师受伤，其中两人伤势严重，但无生命危险。嫌疑人供述称此案是“报复社会”。

### 2020年6月条目：2020年苍梧县持刀伤人事件
2020年6月4日，广西苍梧县旺甫中心小学发生持刀袭击事件，导致39人受伤，其中包括37名学生和2名成年人。学生伤势较轻，2名成年人伤势较重。

### 2020年12月条目：2020年辽宁开原持刀伤人案
2020年12月27日，辽宁省开原市一所学校外发生持刀袭击事件，造成7人死亡、7人受伤。当时学校并未开放，因此无学生和教师受伤，遇害者主要为中老年女性路人。袭击者杨某峰在刺伤一名警察后被捕。

### 2021年4月
2021年4月28日，广西壮族自治区北流市新丰镇发生持刀袭击事件，一名男子闯入健乐幼儿园，杀害2名儿童，另有16人受伤。嫌疑人为24岁的曾姓男子，被警方当场抓获。官方未公布袭击动机，但据香港媒体《东方日报》和《苹果日报》报道，嫌疑人正经历离婚，其妻子在该校工作。

### 2022年8月
2022年8月3日，江西省安福县一幼儿园发生持刀袭击事件，造成3人死亡、6人受伤。嫌疑人刘小辉（48岁）在袭击后逃至邻县万安县山区，并于12小时后被警方抓获。

### 2023年4月
2023年4月19日下午5点，山东科技大学青岛校区因犯盗窃罪被办理休学的学生持刀行凶，刺伤7人，造成1人死亡。嫌疑人付某随后被警方逮捕。

### 2023年5月
2023年5月14日，中国人民大学附属中学一名高二学生涉嫌杀害两名邻居，并将母亲殴打至昏迷。次日，该学生前往通州校区，据信在校内刺伤包括副校长在内的三人，副校长被怀疑已经遇害。

### 2023年7月
2023年7月10日，广东省廉江市一所幼儿园发生大规模持刀袭击事件，导致6人死亡、1人受伤。嫌疑人吴某被警方逮捕。

### 2024年5月
2024年5月20日，江西省贵溪市一所小学发生持刀袭击事件。一名45岁的潘姓女子持水果刀刺伤12人，导致2人死亡。嫌疑人在现场被捕。

### 2024年11月

#### 11·16宜兴高校持刀伤人事件条目：无锡工艺职业技术学院持刀伤人事件
2024年11月16日，位于无锡宜兴市的无锡艺术职业学院校园内发生持刀袭击事件，造成8人死亡、17人受伤。嫌疑人为21岁的徐加金，当场被警方逮捕。

#### 11·19常德学校门口撞人事件条目：常德市鼎城区永安小学驾车撞人事件
2024年11月19日，湖南省常德市发生驾车撞人事件。嫌疑人黄文（39岁）驾驶车辆冲撞一所小学外的学生和行人，事发时正值学生入校时间，造成30人受伤，其中包括18名学生。黄文在现场被逮捕，随后被判处死刑，缓期两年执行。

## 早期袭击案
虽然 2010 年中国校园袭击事件的发生率急剧上升，但 此前中国也曾发生过类似的校园袭击事件，包括以下事件：

### 1995年7月
1995年7月10日，董驰持双管猎枪和园艺剪刀袭击吉林省梅河口市实验幼儿园的师生，导致一名6岁女孩死亡，15名学生和一名教师受伤。董池随后被警方击毙。

### 1996年4月
1996年4月1日下午2时，被描述为精神病患者的王湘军闯入湖南省宜章县梅田镇的两所学校，持刀杀害7名学生，另有5人受伤。

### 1998年8月
1998年8月下旬，河南一名教师持刀袭击学生，导致2名儿童死亡，15人受伤。

### 1998年9月
1998年9月14日，四川省合江县人民小学的教师兼退役士兵林培青在早晨升旗仪式期间持刀行凶，刺伤23名学生，其中包括八名重伤者。

### 1999年10月
1999年10月19日，广西龙州县下冻第三中学校警梁永成持猎枪开枪，导致1名教师和6名学生中枪，随后该校警自杀身亡。

### 2001年3月条目：芳林村小学爆炸案
2001年3月6日，江西省万载县芳林村小学发生爆炸案。李垂才闯入三年级教室后引爆爆炸物，导致学校被夷为平地，造成他本人及41人死亡，27人受伤。

### 2002年9月
2002年9月26日，甘肃兰州一名公交司机持猎枪在一所学校内杀害一名教师，打伤包括其前女友在内的两人。随后，该男子在屋顶威胁自杀时被警方击毙。

### 2002年11月

#### 黄湖投毒案
2002年11月24日，黄湖在广东省吴川市一所幼儿园的食盐中投放老鼠药。黄湖此前于上月开办了一所幼儿园，但经营失败，他将原因归咎于这所幼儿园。此次投毒导致70名儿童和2名教师重病，不过均幸存。黄湖于2003年1月3日被判处死刑并被执行。

#### 石龙小学持刀袭击案
2002年11月26日，广东怀集县石龙小学发生持刀袭击案。一名患有精神分裂症的男子施若丘刺伤7名儿童，其中5名儿童因伤势过重死亡。

### 2003年1月
2003年1月25日，广东遂溪县杨柑中学一名教师陈培全持刀杀害3名学生和1名教师，另有3人受伤。陈培权有精神病史，过去6年间多次进出精神病院，作案动机不明。

### 2003年3月
2003年3月7日，广西北海市银海区机关幼儿园发生持刀袭击事件，24岁的谢忠材持刀刺伤4名教师和4名儿童，被一名学生家长制服。据调查，谢先前向一名女教师求爱，被拒绝并遭到对方安排殴打，随后实施报复。

### 2003年9月
2003年9月13日，南宁市一名因自杀未遂被学校停学一年的女学生返回校园，用刀刺伤8名同学。

### 2004年2月条目：马加爵事件
2004年2月13日至15日，云南大学生物化学专业学生马加爵因不满同学在打牌时指责他作弊，持锤杀害4名同学。

### 2004年8月
2004年8月4日，北京大学附属幼儿园发生持刀袭击事件，15名学生和3名教师被刺伤，其中1名学生在医院不治身亡。袭击者徐和平是幼儿园的临时工，被诊断患有偏执型精神分裂症。1999年，他因精神疾病被送入精神病院治疗4个月，被形容为性格内向且情绪抑郁。

### 2004年9月

#### 苏州托儿所砍人案
2004年9月11日，江苏苏州市吴中区白云街13号外来民工子弟临时托管点发生持刀袭击案，41岁的杨国柱闯入托儿所，砍伤28名儿童。他在企图点燃汽油和爆炸物时被警方制止。杨国柱的父母于2002年服毒自杀，他声称此次袭击是为了宣泄对家庭问题的愤怒。

#### 莒县实验小学砍人案
2004年9月20日，山东省莒县第一实验小学发生持刀袭击案，一名男子持刀刺伤25名学生，并劫持一名女学生作为人质，最终被警方制服。

#### 湖南广宜乡中心小学砍人案
2004年9月30日，湖南省广宜乡中心小学发生大规模持刀袭击案，导致4名儿童死亡，16人受伤。袭击者刘红文（28岁）是该校一名教师，有精神健康问题。庭审期间，他被诊断患有精神分裂症，并因精神错乱而被判无罪。

### 2004年10月
2004年10月21日，付贺功闯入北京东城区北新幼儿园企图抢劫。在与一名女教师对峙后，他将其强奸并用被子闷死。一名5岁男孩因听到动静被惊醒，付贺功随后将男孩殴打致死。付贺功此前曾犯下三起无关杀人案，2005年被执行死刑。

### 2004年11月条目：闫彦明
2004年11月25日，21岁的闫彦明闯入河南省汝州市第二高中男生宿舍，持刀杀害9名正在睡觉的学生。随后他试图自杀，后被母亲送交警方。他于2005年1月18日被执行死刑。

### 2004年12月
2004年12月3日，吉林省磐石市明城镇中心小学发生持刀袭击案。30岁的刘志刚翻越学校围墙，用菜刀刺伤12名学生，并割喉自残。他与受害者均幸存。事后，刘志刚因严重精神分裂症被送入精神病院。

### 2005年4月
2005年4月2日，广东省湛江市南三中学发生持刀袭击事件。一名孟姓男子闯入教室，持菜刀刺伤8名学生。在与警方对峙后，他企图跳楼自杀。孟某是一名木工，因不久前被解雇而行凶。

### 2005年10月
2005年10月12日，33岁的前精神病患者刘世斌在安徽广德县柳东镇牛头山小学使用六把自制枪支开火，导致18人受伤（包括16名学生和2名成人）。刘世斌行凶后逃离现场。

### 2006年5月

#### 巩义幼儿园纵火案条目：河南巩义幼儿园纵火案
2006年5月8日，18岁的白宁阳闯入河南巩义市石罐村的一所幼儿园教室，持刀威胁师生，将他们逼至教室后方，随后锁门并在地板上泼洒汽油点火后逃离。此次袭击造成12人死亡，5人重伤。据当地人称，该班教师曾拒绝过白宁阳的求爱。2007年12月，白宁阳被判处死刑。

#### “5·24”劫持人质事件
2006年5月24日，杨新龙在河南罗营小学杀害一名邻居后，持刀劫持19名小学生作为人质，并杀害其中一人，随后被警方制服。

### 2007年5月
2007年5月15日，广东茂名市电白第三中学发生持刀袭击事件，17岁的吴建国持刀刺伤6名同学，其中2人死亡。

### 2007年6月

#### 龙塘小学砍人案
2007年6月13日，广东龙塘赤岭小学发生持刀袭击事件，42岁的苏千小闯入学校，用菜刀砍死一名9岁男孩，并重伤3人。

#### 福建师大附中校园砍人事件
2007年6月20日，福州市福建师大附中发生持刀袭击事件，4名学生受伤，其中1人伤势危重。

### 2007年7月
2007年7月，广东佛山市一所学校发生持扳手袭击事件。一名精神病患者闯入教室，用扳手猛击18名儿童的头部，随后骑摩托车逃离现场，并试图自杀。

### 2007年9月
2007年9月13日，湖南衡阳市一所小学内，一名28岁的精神病男子从三楼窗户将5名女孩和1名男孩扔下楼，导致1名女孩死亡。

### 2008年2月
2008年2月25日，广东雷州市第二中学发生持刀袭击事件，陈文真闯入校园刺死2名学生，刺伤4人。随后他用刀刺向自己腹部，并从五楼跳下自杀身亡。据描述，陈文振是一名“精神不稳定”的青年男子。

## 反响与回应
自近期一连串袭击事件发生以来，许多家长开始担忧孩子在学校的安全，并要求地方官员和学校负责人加强校园安保。教育部已经成立了应急小组来应对校园暴力问题，一些地方公安机关向学校保安配发了钢叉和胡椒喷雾等防护工具。然而，由于缺乏资金聘请更多的安保人员，并非所有学校都能提升安保措施。国家媒体也通过删除网络论坛上的相关帖子、减少案件细节的公开报道来保持低调，以避免引发模仿犯罪和公众恐慌。
2010年5月，中国国务院总理温家宝就校园袭击事件发表讲话，称中国必须解决“社会矛盾”问题。他还表示，社会正迅速变化，需要随之进行政策调整。然而，这些袭击为何专门针对年幼的学童，至今仍无法完全解释。
在陈棚村小学袭击案发生后，中国政府开始在全国范围内向学校派驻安保人员，计划在2013年前为所有学校配备安保人员。